# Мартен ван Гемскерк
Марте́н ван Ге́мскерк (нід. Maarten Jacobsz van Heemskerck; 1 червня, 1498 — 1 жовтня, 1574) — нідерландський художник XVI ст., прихильник маньєризму, відомий представник нідерландської мистецької течії романизм. Робив релігійні та міфологічні композиції, був серед найкращих портретистів доби. Відомий графік.

## Життєпис. Ранні роки
Народився в маленькому місті на заході Нідерландів — Гемскерку. Він розташований на відстані 14 кілометрів південніше від Алкмара та північніше від Амстердама на 22 кілометри. Гемскерк відокремлюють від Північного моря широкі дюни, тому над усім в економіці переважало сільське господарство. Небагатим фермером був і його батько, Яків Віллем ван Він. Син не наслідував справу батька, а зажадав навчання, що викликало спротив родини.

## Навчання у Яна ван Скореля

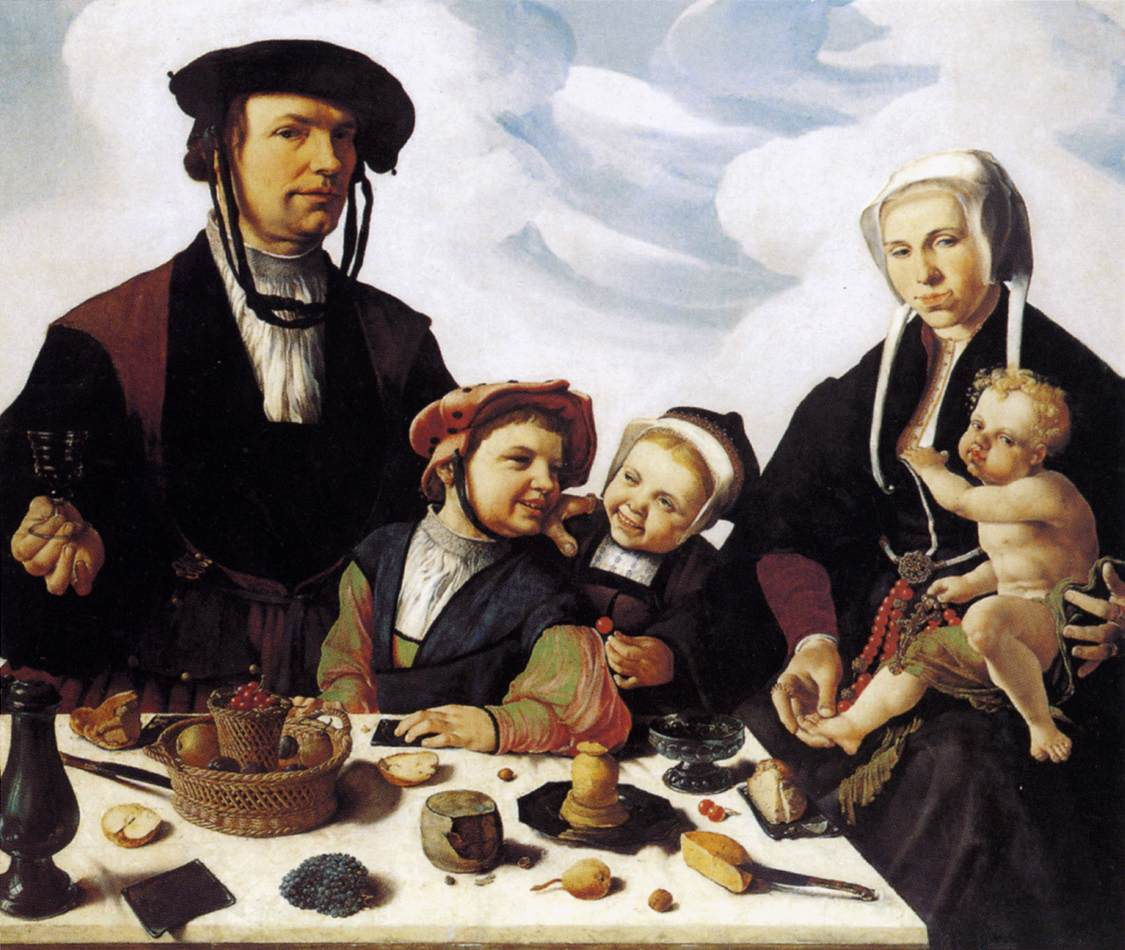
Портрет родини Фопсен з дітьми, бл. 1530 р., Кассель

Перший вчитель Мартена — Ян Лукаш, до кого молодик просто втік з дому, пішки діставшись Делфта. Але потім перебрався до Гарлема (Нідерланди). Художню освіту опановував в майстерні відомого художника Яна ван Скореля. Учень виявився настільки здібним, що наблизився до рівня майстерності власного вчителя, котрий свого часу вдосконалювався в Італії. Тому важко розпізнати автора творів майстерні періоду перебування там Мартена ван Гемскерка. Серед таких — привітний портрет маленького, невідомого школяра з червоним капелюшком. До першого періоду творчості молодого художника відноситься і релігійний образ «Св. Лука малює Богородицю». Відомо також, що художник робив ескізи до вітражів та картони для створення аррасів.
Серед перших меценатів молодого художника — Пітер Ян Фопсен, багата особа, що володіла значними земельними ділянками на батьківщині талановитого юнака. Він і оселився в будинку Яна Фопсена, а пізніше створив портрет родини Фопсен з трьома дітьми, один з перших подібних в країні. Духовна особа, побожний Ян Фопсен мав значний вплив на молодика і як священник. В останні роки життя в Гарлемі і сам художник тривалий час буде церковним старостою в церкві Святого Бавона.

## Італійський період ван Гемскерка

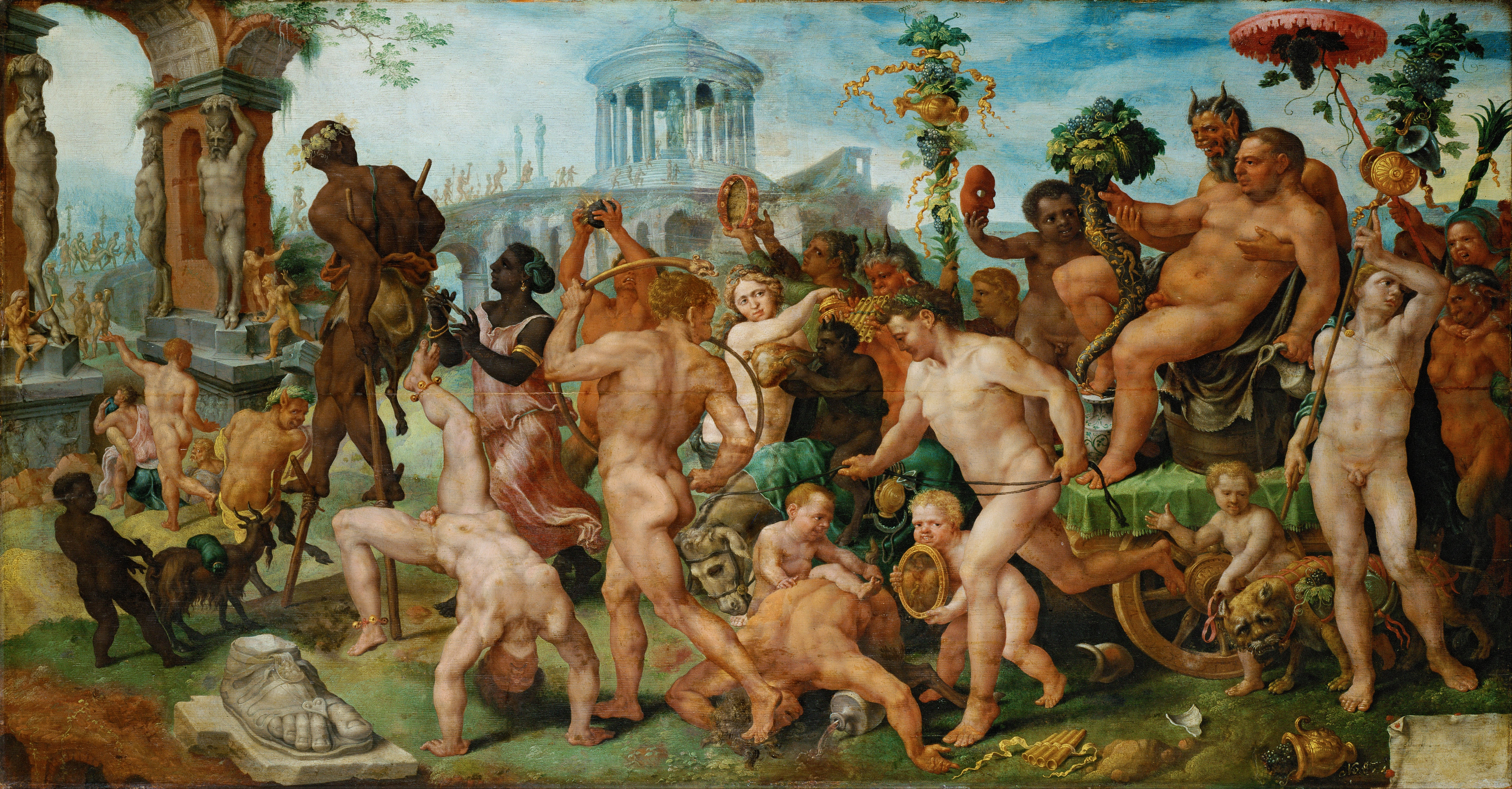
«Тріумф Вакха», 1536—1537, Музей історії мистецтв, Відень

Хужожник дістався Італії і перебував в Римі та в Пармі, відомих центрах італійського маньєризму. В Римі працював в період 1532–1536 рр. Перебування в Римі полегшили рекомендаційні листи Яна ван Скореля до впливового кардинала Віллема Енкенворта, голландця за походженням. І художник зробив все належне, щоб не розчарувати нового мецената.
Перебування в Римі використав як для вдосконалення майстерності (про що свідчать численні замальовки архітектури та уламків давньоримських скульптур), так і для співпраці з італійськими художниками і митцями, серед яких Антоніо да Сангалло (молодший), Баттіста Франко, Франческо де Россі, відоміший як Франческо Сальвіаті. Всі вони — талановита генерація перших віртуозних майстрів італійського маньєризму. Схвальний відгук про твори італійського періоду Мартена ван Гемскерка залишив навіть Джорджо Вазарі, який підозріло ставився до всіх нефлорентійців.

## Приватне життя
Останні роки життя провів у місті Гарлемі, де був деканом гільдії Св. Луки та церковним старостою.
Був двічі одружений. Перша дружина померла під час пологів і художник узяв шлюб удруге.

## Монумент на батьківщині
В невеликому навіть в XX ст. місті Гемскерк біля Реформатської церкви XVI століття городяни створили монумент на честь відомого художника Мартена з Гемскерка.

## Вибрані твори

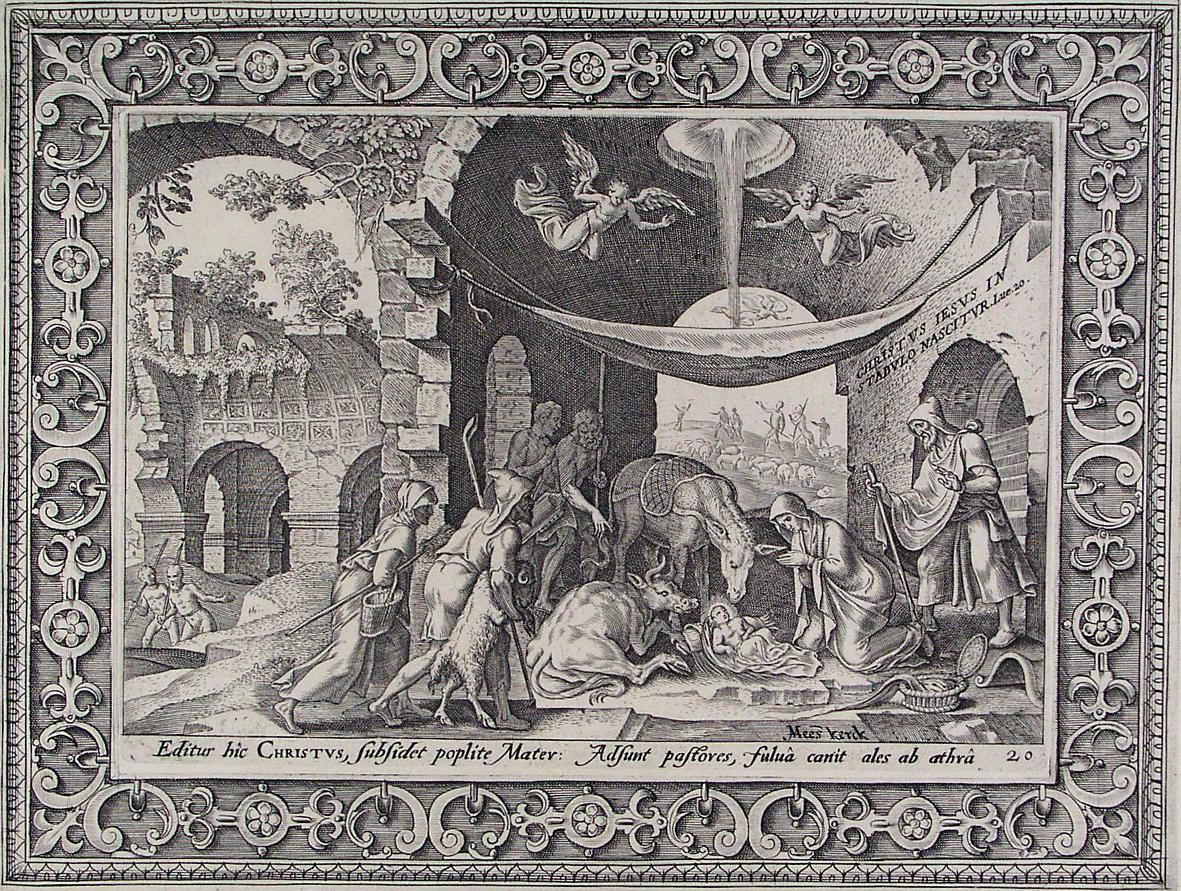
«Поклоніння пастухів немовляті Христу», гравюра. Ескіз до килима (?)

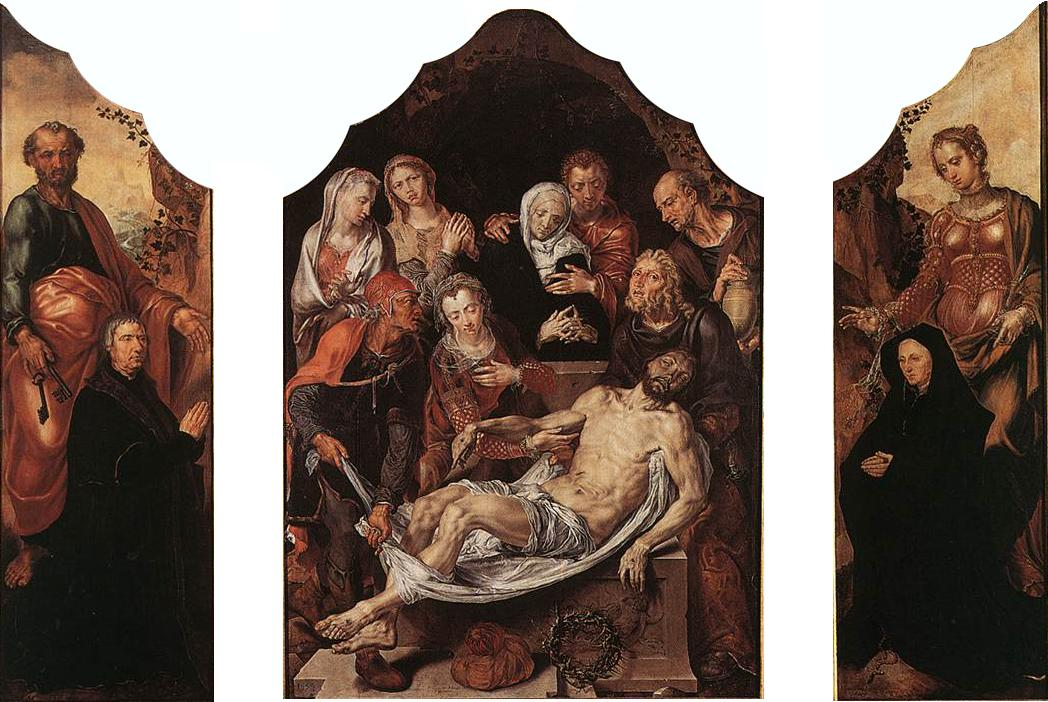
«Покладання у труну», триптих

- «Портрет батька» (Яків Віллем ван Він)
- «Св. Лука малює Богородицю», прямокутник
- «Св. Лука малює Богородицю», видовжений формат
- «Благовіщення», Музей Франса Галса, Гарлем
- «Мертвий Христос і два янголи», Гент, Музей мистецтв
- «Се людина», вівтар
- «Оплакування Христа», Музей образотворчих мистецтв, Будапешт
- «Адам і Єва в сцені гріхопадіння», Гатфілд, Велика Британія
- «Еритрейська сивіла», Державний музей, Амстердам
- «Автопортрет на тлі Колізея», Кембридж, Велика Британія
- «Автопортрет з квіткою», Аргентина, Розаріо, музей Кастаньїно
- «Увінчання терновим вінцем», Музей Франса Галса, Гарлем
- «Покладання у гріб», триптих, Брюссель
- «Венера і Амур в пейзажі», Кельн, музей Вальраф-Ріхартс
- «Христос перед натовпом» («Се людина»), триптих.
- «Голгофа», триптих, Ермітаж, Санкт-Петербург
- «Школяр», Музей Бойманс ван Бенінгена, Роттердам
- «Аполлон та музи», Музей мистецтв, Нью-Орлеан, США
- «Тріумф Вакха», 1536—1537, Музей історії мистецтв, Відень
- «Оплакування Христа», 1566 р., Музей Принценгоф (Делфт)

## Малюнки ван Гемскерка

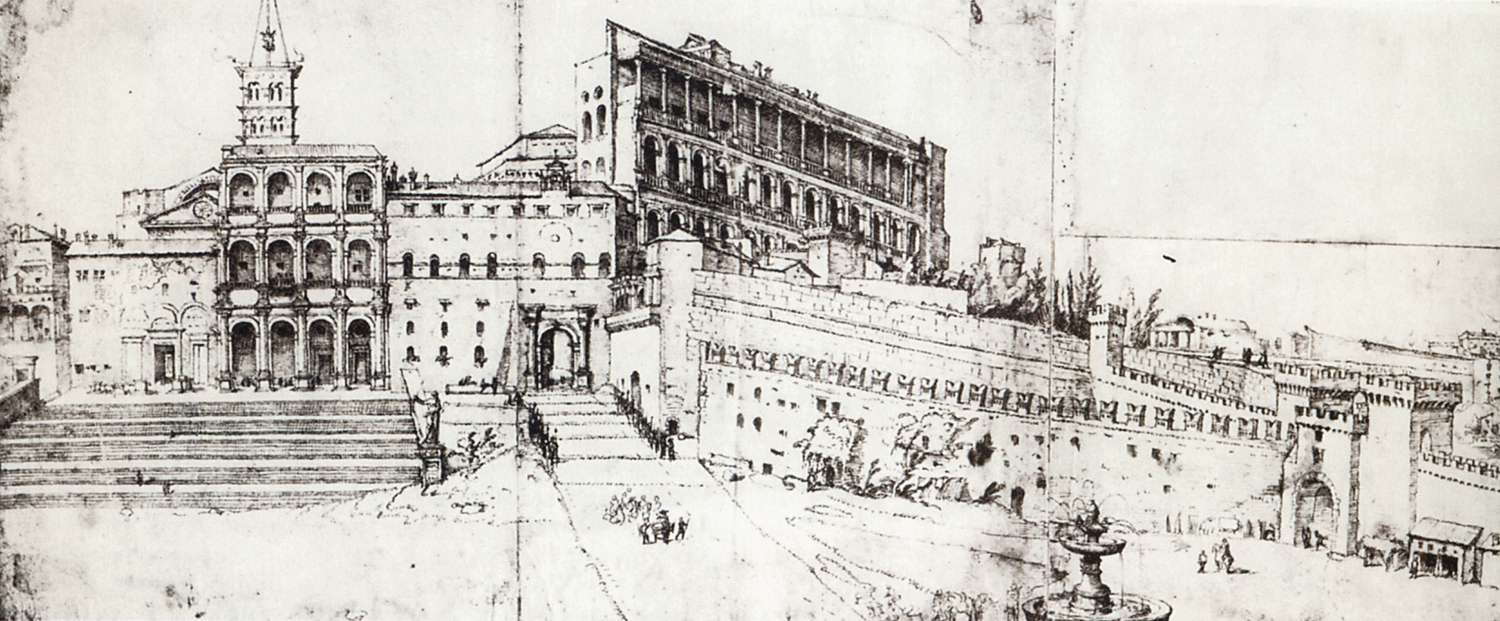
Стара базиліка Св. Петра та Ватиканський палац пап. малюнок 1530-х рр. Альбертіна, Відень.

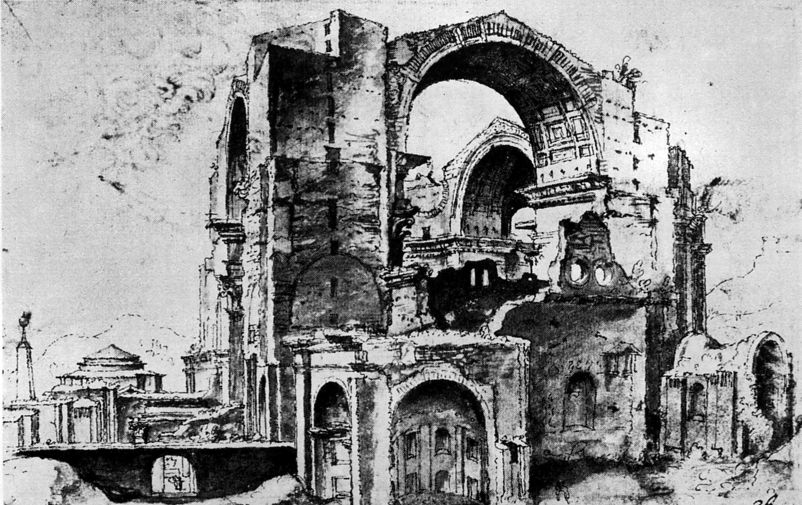
Мартен ван Гемскерк. Спорудження собору Св. Петра
(1532 —1537)

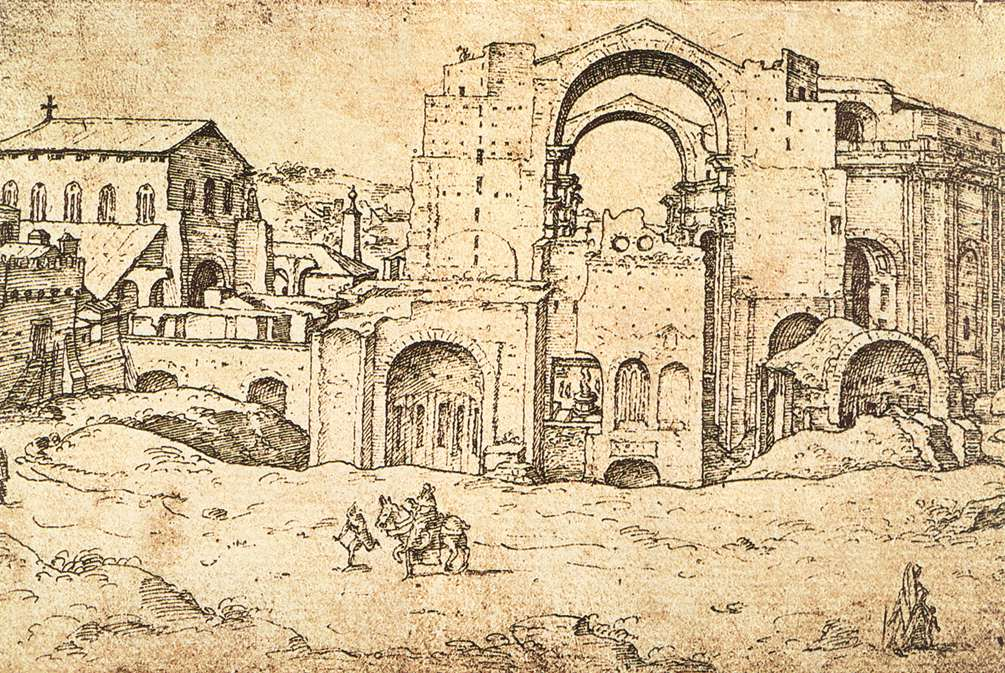
Побудова собору Св. Петра в Римі, 1536 р.
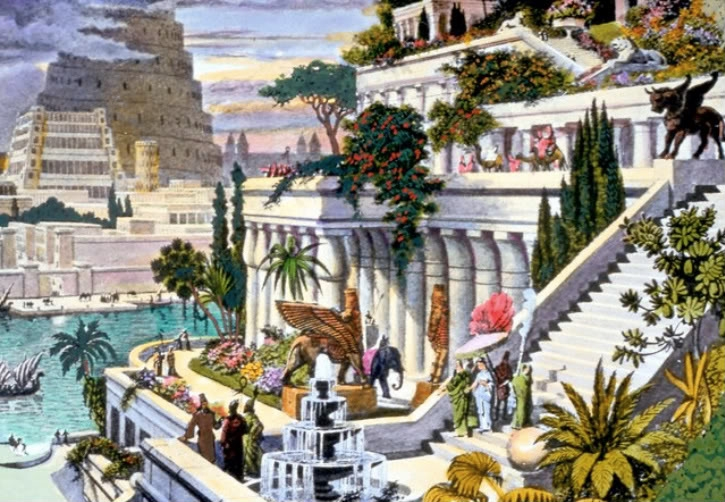
«Верхові сади і Вавилонська вежа», гравюра за малюнком художника
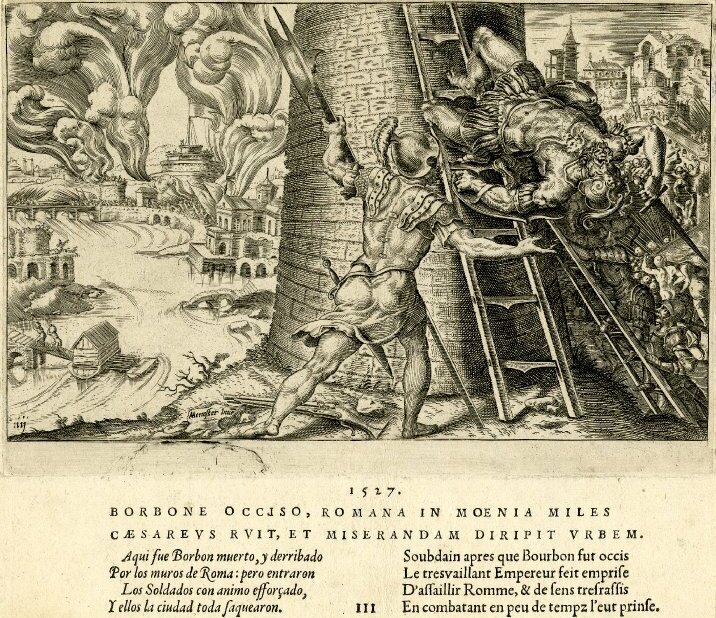
Пограбування Рима, гравюра за малюнком художника
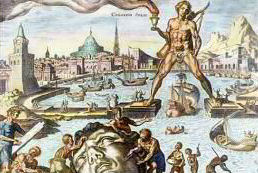
« Колос Родоський », серія «Сім чудес світу»
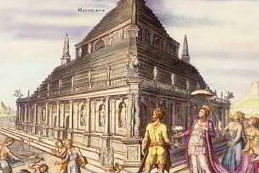
«Мавзолей в Галікарнасі», серія «Сім чудес світу»
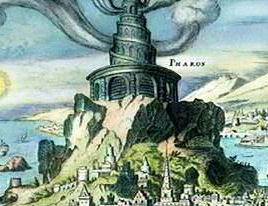
« Александрійський маяк », серія «Сім чудес світу»
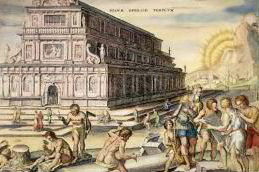
«Храм Артеміди», серія «Сім чудес світу»
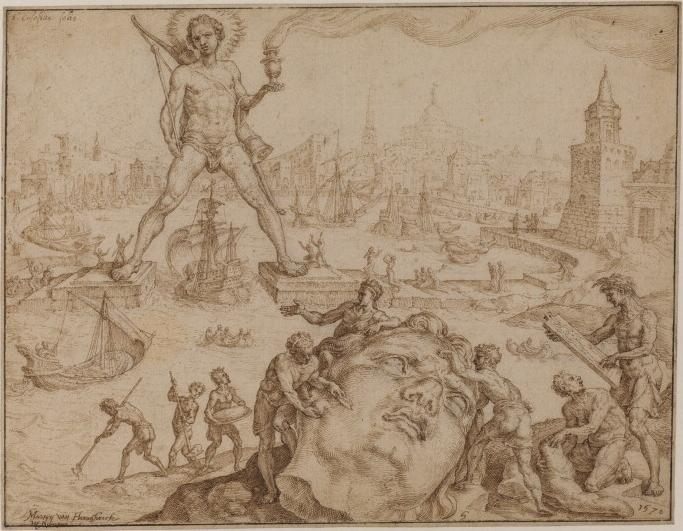
малюнок до гравюри «Колос Родоський». Інститут Курто, Лондон.

## Галерея портретів

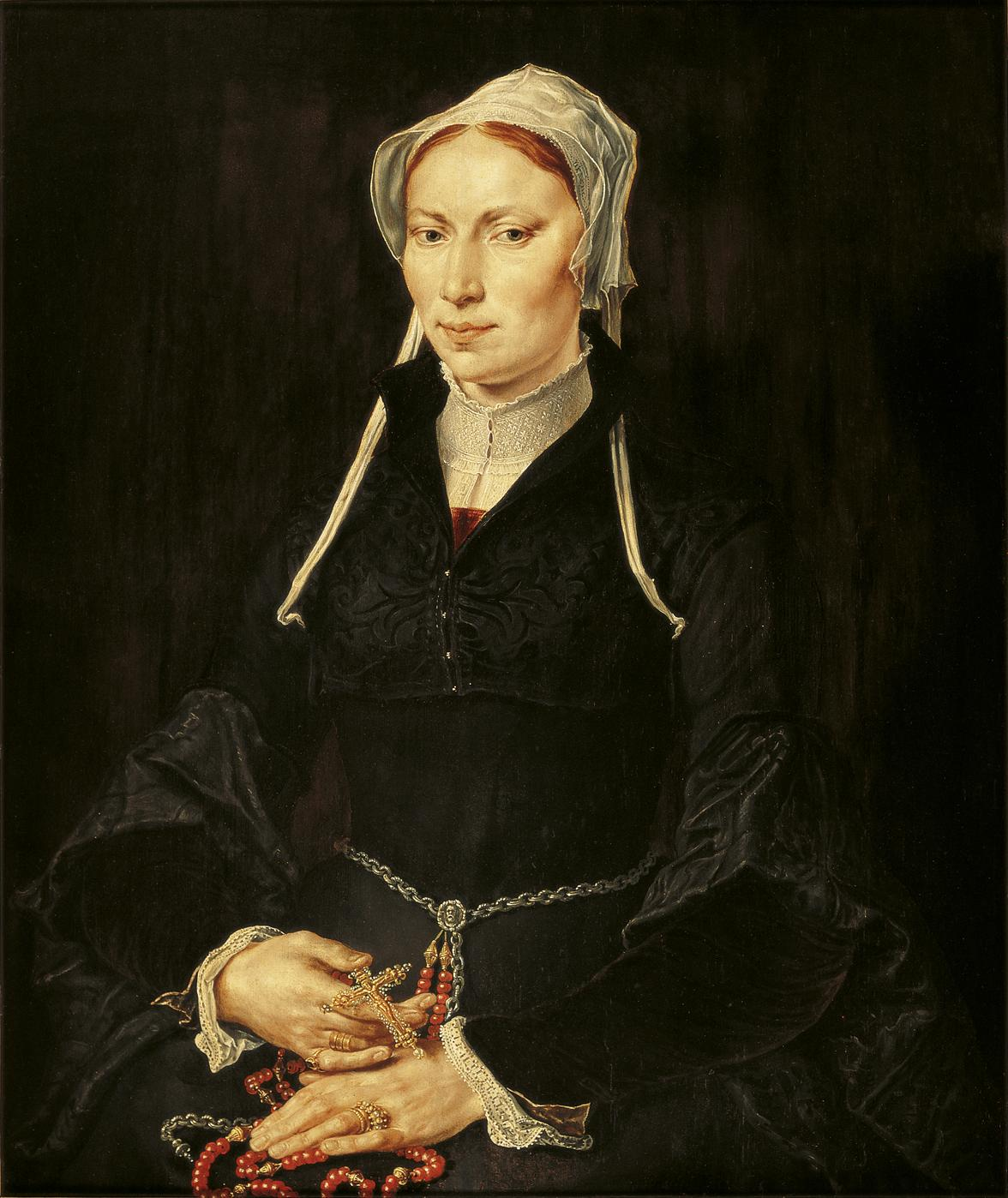
Гіллегонда Геррітс. Музей Франса Галса, Гарлем

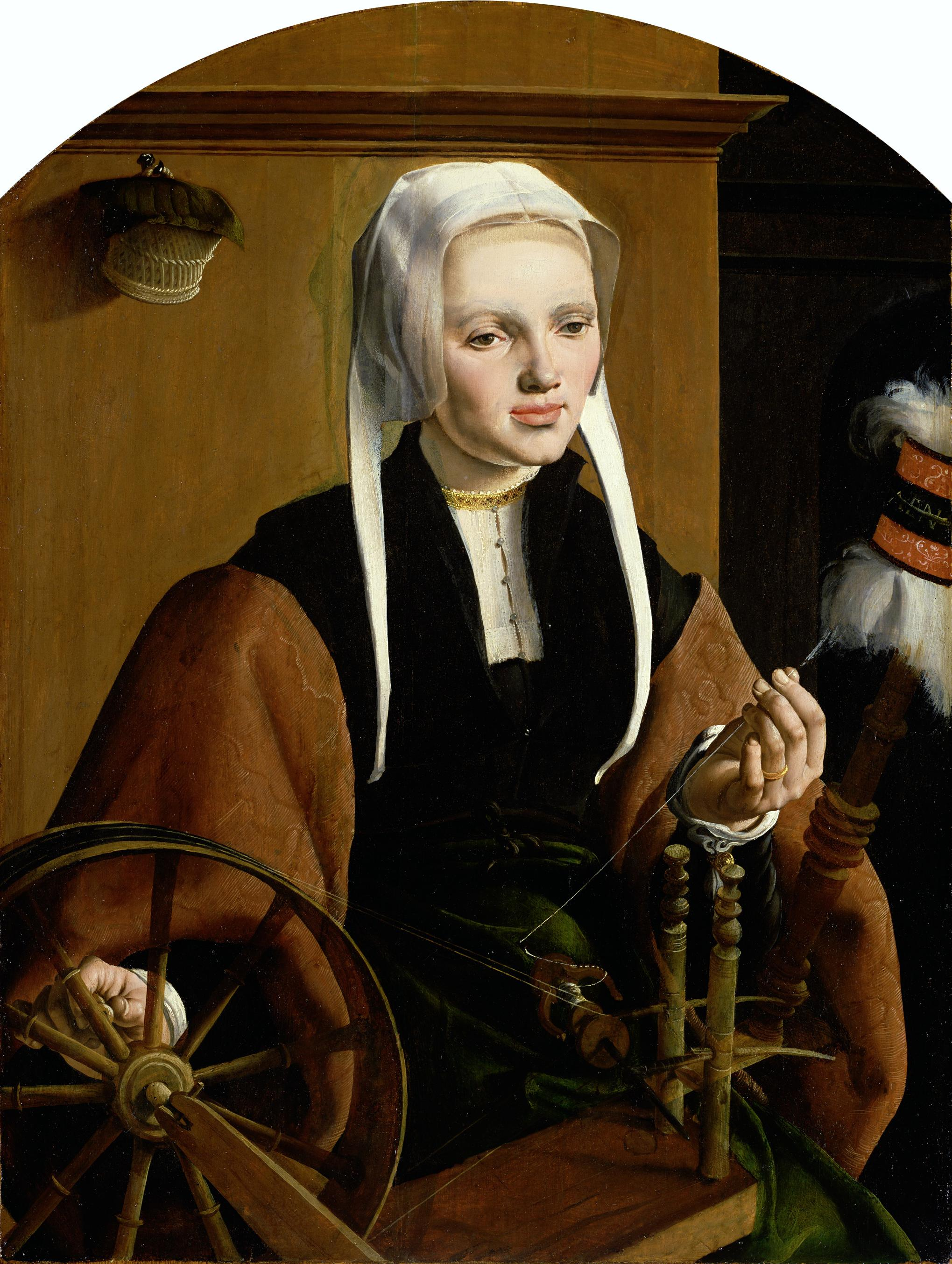
Портрет невідомої з прялкою, 1529 р., Музей Бойманс ван Бенінгена, Роттердам
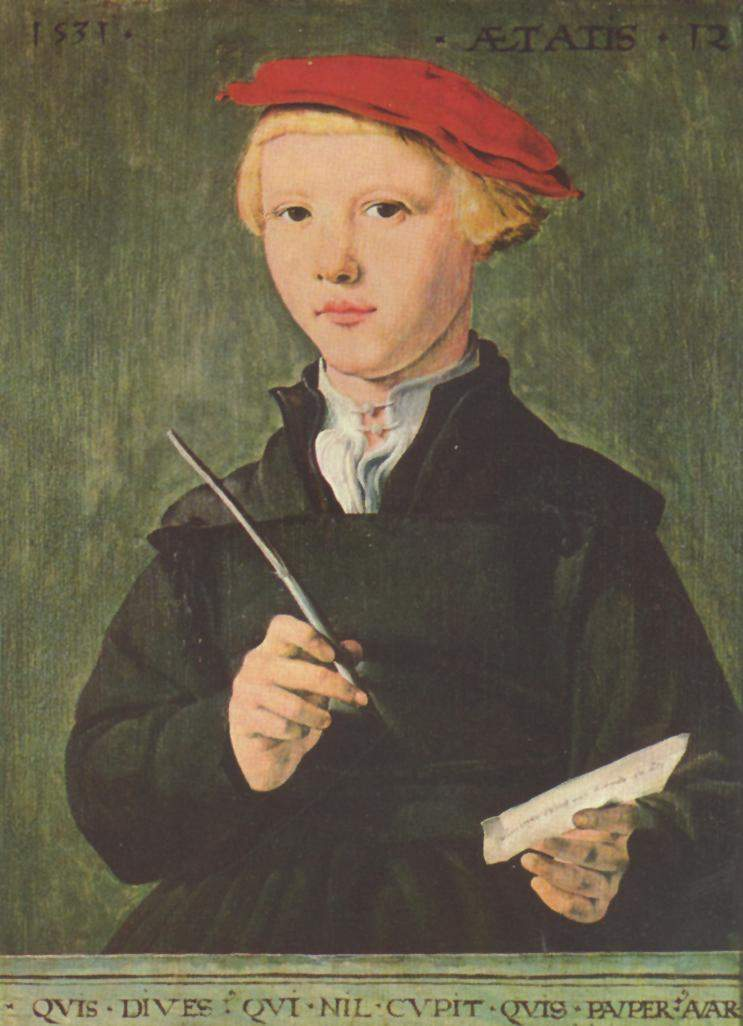
«Школяр», 1531 р.
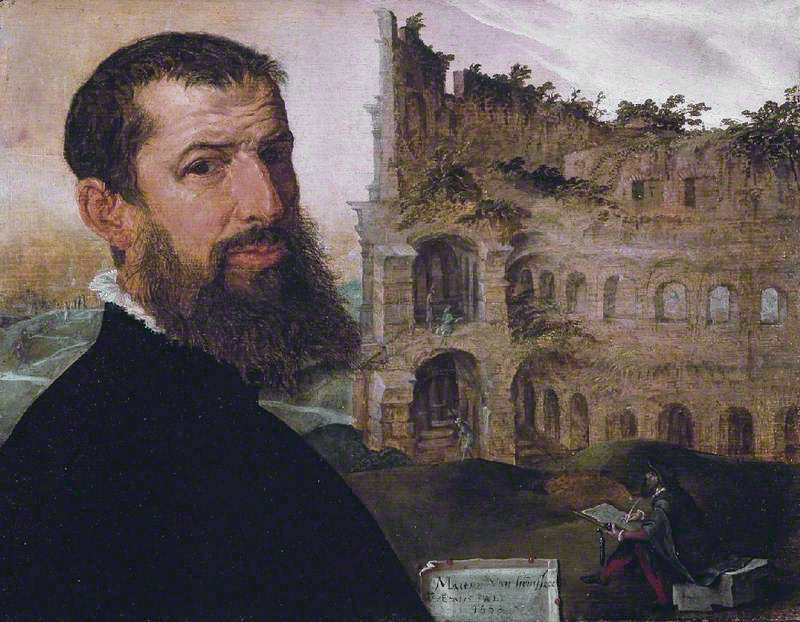
Автопортрет на тлі Колізея, 1553 р. Кембридж.
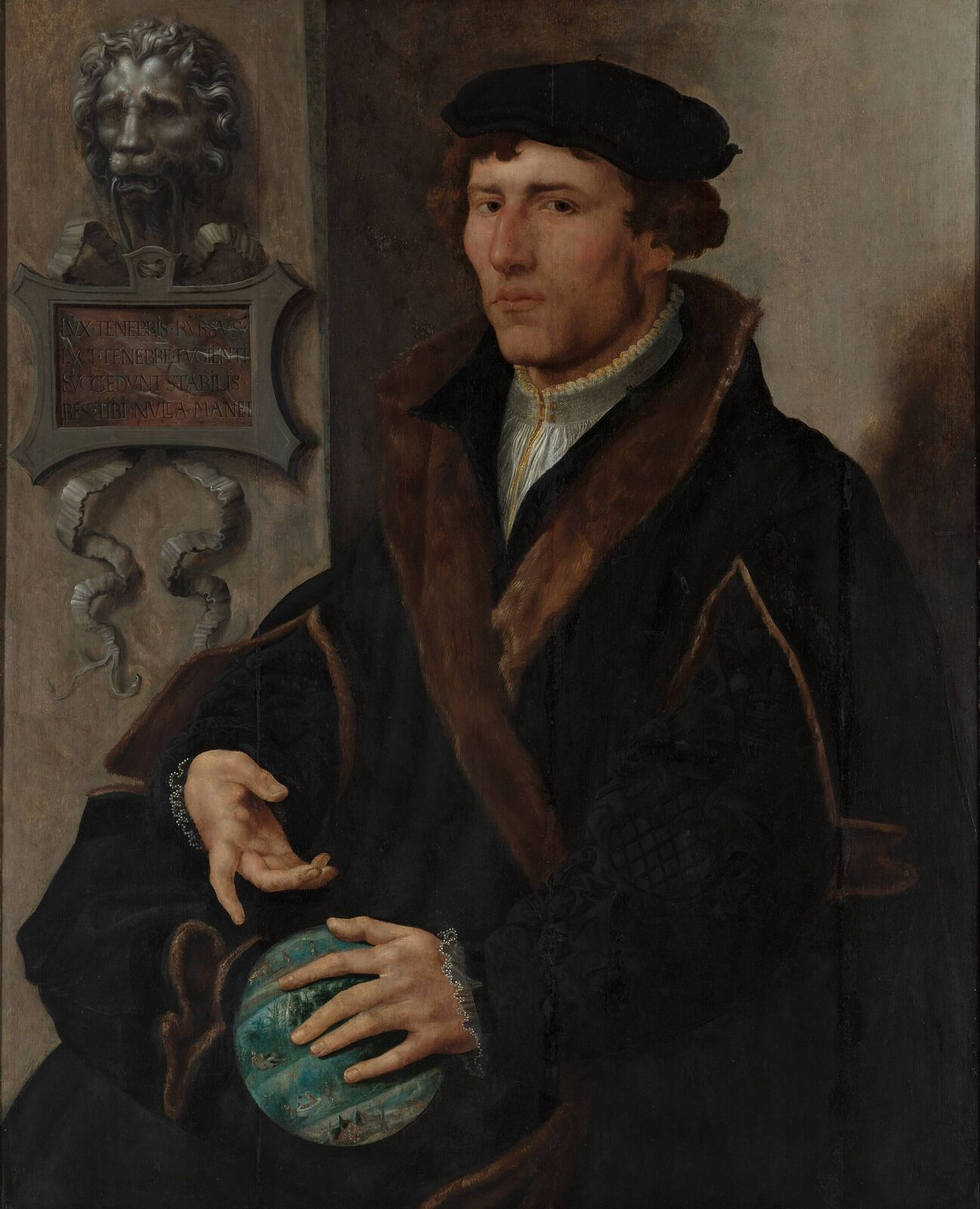
Портрет Рейнеруса Фрізіуса Гемма, до 1545 р., Музей Бойманс ван Бенінгена